# Final Fantasy VII: The First Soldier
Final Fantasy VII: The First Soldier — free-to-play игра в жанре королевская битва, вышедшая на платформах Android и iOS 17 ноября 2021 года. Издателем выступила компания Square Enix, которая разработала игру совместно с Ateam Entertainment Inc. The First Soldier входит в Компиляцию Final Fantasy VII, сборник спин-оффов к игре Final Fantasy VII (1997). Сюжет разворачивается в вымышленном городе Мидгаре, за 30 лет до начала основных событий Final Fantasy VII. Пользователи играют за кандидатов на вступление в элитную организацию СОЛДАТ в симуляторе выживания.
В 2023 году Square Enix закрыла игровые серверы, будучи неудовлетворённой реализацией задуманной концепции.

## Игровой процесс
Final Fantasy VII: The First Soldier представляет собой мобильную игру в жанре королевская битва. Игроки перевоплощаются в кандидатов на вступление в элитную организацию СОЛДАТ и участвуют в матчах численностью до 75 человек. Игра включает некоторые элементы из оригинальной Final Fantasy VII, в частности езду на чокобо, магию, вызов хранителей, муглов и материю. Игроки могут кастомизировать своих персонажей и использовать восемь различных боевых стилей, также известных как классы, а именно: ловкач, механик, драгун, воин, колдун, ниндзя, монах и рейнджер.

## Сюжет

### Сеттинг
Действие The First Soldier разворачивается в вымышленном индустриальном или постиндустриальном научно-фантастическом мире под названием «Планета», а именно на архипелаге Радор, состоящем из нескольких островов. Коренные жители Радора называют жизненную силу Планеты энергию Мако «маной», за которой охотится энергетическая мегакорпорация «Син-Ра». В какой-то момент компания истребила практически всех радорианцев, из-за чего остатки их армии крайне враждебны к любому, кто связан с «Син-Ра».
Основной внутриигровой локацией является Сиджад — малонаселённый остров, наполненный монстрами, известными как Балуарцы. Большая часть острова покрыта лесами Бурмун, изобилующими природными водопадами. За пределами лесной зоны находится побережье Ла’паина, а за ним — фруктовый сад, в котором растут ярко-розовые фрукты; их запах отпугивает большинство монстров, включая Балуарцев.

### История
Действие игры происходит за 30 лет до начала событий Final Fantasy VII. First Soldier повествует о кандидатах на вступление в элитное подразделение СОЛДАТ, созданного энергетической компанией «Син-Ра» для укрепления своих вооруженных сил.

## Разработка
В феврале 2021 года Square Enix анонсировала разработку двух игр во вселенной Final Fantasy VII — The First Soldier и Ever Crisis. Компания разрабатывала игру совестно с Ateam Entertainment Inc. и хотела расширить Компиляцию Final Fantasy VII. По словам руководителя разработки The First Soldier Тэцуи Номуры, при помощи игры в жанре королевская битва Square Enix хотела привлечь внимание ко вселенной Final Fantasy VII игроков, не являющихся поклонниками жанра JRPG.
С 1 по 7 июня на территориях США и Канады проходило закрытое бета-тестирование игры; желающие принять участие пользователи Android проходили регистрацию в Google Play до 27 мая; при этом пользователи iOS не могли участвовать в тестировании, так как оно было рассчитано для устройств Android с версией не ниже 7.1 и 3 Гб доступной памяти. В рамках маркетинговой кампании 1 октября на Tokyo Game Show компания презентовала трейлер игры, раскрывающий внутриигровые локации и геймплей за героев различных классов. 27 октября Square Enix и Ateam Entertainment открыли предварительную регистрацию на The First Soldier. 15 ноября состоялся выход второго трейлера. По словам представителей Square Enix, за день до полноценного релиза мобильной игры из франшизы Final Fantasy в ней зарегистрировалось более 2 млн пользователей.

## Выпуск
Игра вышла на платформах Android и iOS 17 ноября 2021 года. 19 ноября компания объявила в своём твиттер-аккаунте, что The First Soldier скачали более миллиона пользователей; в благодарность разработчики отправили игрокам три билета на открытие Shinra Pack и еду для чокобо, а также включили в игру новые обои для РС и смартфонов. 29 ноября разработчики добавили в игру «мимическую материю», позволяющую игрокам превращать их персонажей в призраков. К декабрю количество скачиваний превысило 2 млн; в честь этого события игроки получали бонусные предметы за ежедневный вход в игру в течение 7 дней, а также доступ к специальным заданиям, за выполнение которых получали билеты к Shinra Pack. До 10 января в игре проходила «кампания по поддержке командных матчей», в соответствии с которой игроки, наигравшие более 7 777 командных матчей получали два набора корма чокобо; параллельно с этим в The First Soldier развернулась «кампания по поддержке кандидата в СОЛДАТЫ»: при прохождении 20 000 простых и ранговых матчей игроки получали билет на Shinra Pack.
1 февраля 2022 Square Enix презентовала через трейлер выход второго сезонного обновления Dominate The Sky, которое проходило с 28 февраля по 2 июня. В том же месяце компания добавила в игру полигональные скины персонажей из оригинальной FFVII, а также временных монстров, за победу над которыми игроки получали специальные награды и фрагменты данных, позволяющие разблокировать эксклюзивные скины. 23 мая Square Enix выпустила трейлер третьего сезонного обновления с подзаголовком Highway Star, релиз которого состоялся 2 июня.
Осенью 2022 года Square Enix приступила к закрытию серверов The First Soldier, в качестве одной из причин выделив неспособность реализовать задуманную концепцию. Игра продолжала работать до 11 января 2023 года.

## Восприятие
| Сводный рейтинг    | Сводный рейтинг |
| Агрегатор          | Оценка          |
| ------------------ | --------------- |
| Metacritic         | 62/100          |
| Иноязычные издания |                 |
| Издание            | Оценка          |
| GameSpot           | 7/10            |
| IGN                | 6,8/10          |
| Jeuxvideo.com      | 15/20           |

В январе 2022 года на официальном сайте игры проводился опрос, в соответствии с которым 45% пользователей оценили игру на 8 баллов из 10, 23,21% дали проекту 7 баллов, 10,83% — 6 и 10,93% — 5.
GameSpot дал The First Soldier 7 баллов из 10 и похвалил её RPG-составляющую, механику материи, стрельбы и разведения чокобо, но в то же время раскритиковал за нагромождение экрана большим количество элементов геймплея, неудобную камеру и излишний масштаб для мобильной игры. Kotaku сравнил её с Fortnite: Battle Royale (2017) и  PUBG: Battlegrounds (2017) и указал на дисбаланс между боем на ближнем и дальней дистанциях: «у вас практически не будет шансов против оружия, независимо от того, насколько вы опытны в ближнем бою»; несмотря на это, рецензент назвал сражения «весёлыми» и выразил сожаление из-за того, что в The First Soldier можно играть лишь на устройствах с маленькими экранами.